# St. Peter und Paul (Kiersztanowo)
Die Kirche St. Peter und Paul in Kiersztanowo ist ein neugotisches Kirchengebäude mit Elementen der Backsteingotik vom Ende des 19. Jahrhunderts. Bis 1945 war sie evangelisches Gotteshaus für das Kirchspiel Groß Kirsteinsdorf innerhalb der Vereinigten Kirchengemeinden Geierswalde-Groß Kirsteinsdorf-Groß Pötzdorf-Reichenau in Ostpreußen, jetzt ist sie Filialkirche der römisch-katholischen Pfarrei Gierzwałd in der polnischen Woiwodschaft Ermland-Masuren.

## Geographische Lage
Kiersztanowo liegt an einer Nebenstraße, die bei Gierzwałd (Geierswalde) von der Woiwodschaftsstraße 542 abzweigt und bis nach Olsztynek (Hohenstein) führt. Einen Bahnanschluss gibt es nicht.
Die Kirche steht am nordöstlichen Dorfrand.

## Kirchengebäude
Die aus der Ordenszeit stammende alte Kirche in Groß Kirsteinsdorf wurde 1812 von französischen Truppen zerstört. Sie musste abgerissen werden. Erst 80 Jahre später reifte auf Initiative des Gutsbesitzers und Inhabers des Kirchenpatronats  Adalbert Baron von Plötz der Entschluss, eine neue Kirche zu errichten. Am Heiligabend 1892 erfolgte die Grundsteinlegung. Am 20. Oktober 1893 wurde die neue Kirche feierlich eingeweiht: ein Backsteinbau mit einem abseits stehenden Glockenstuhl.
Der Innenraum war schlicht gehalten, eine flache Kassettendecke überspannte ihn. Altar und Kanzel waren nebeneinander angeordnet, das Altarbild zeigte den „sinkenden Petrus“. Das Gestühl, die Emporen und die Kanzel waren mit prächtigen Brandmalereien verziert, die die letzte Gutsherrin, Baronin von Plötz, in eigenständiger Arbeit geschaffen hatte.
Ein besonderer Stolz der Gemeinde war die Bibel auf dem Altartisch. Sie trug eine eigenhändige Widmung der Kaiserin Auguste Viktoria, die auch den Kirchenneubau unterstützt haben soll.
Die Orgel der Kirche wurde von Gehlhar in Hohenstein (polnisch Olsztynek) angefertigt.
Die ersten Glocken – in dem hölzernen Glockenstuhl neben der Kirche untergebracht – wurden im Jahre 1900 und am 3. Oktober gleichen Jahres eingeholt. Sie waren eine Stiftung der Baronin von Plötz, fielen allerdings dem Ersten Weltkrieg zum Opfer. Zwei neue Glocken wurden am 26. Oktober 1930 geweiht. Sie überlebten den Zweiten Weltkrieg nicht.

## Kirchengemeinde
Die Gründung einer Kirche in Groß Kirsteinsdorf dürfte in vorreformatorischer Zeit liegen.

### Evangelisch

#### Kirchengeschichte
Bereits im 16. Jahrhundert war die dann der lutherischen Lehre zugewandte Kirche in Groß Kirsteinsdorf pfarramtlich mit Groß Pötzdorf (damals noch Petzdorf genannt, polnisch Pacółtowo) verbunden, deren Pfarrer bis 1741 das Kirchspiel mitversorgten. 1896 erfolgte eine Neugründung der Gemeinde, deren Kirchenpatronat der Baronin von Plötz, Witwe des Gutsbesitzers, oblag.
In den Folgejahren war Groß Kirsteinsdorf mit Geierswalde (polnisch Gierzwałd), Groß Pötzdorf (Pacółtowo) und Reichenau (Rychnowo) verbunden. Mit Geierswalde als Pfarramtssitz bildeten sie eine „Vereinigte Kirche“, die 1925 insgesamt 2610 Gemeindeglieder zählze, von denen 365 dem Kirchspiel Groß Kirsteinsdorf zugehörten. Bis 1945 war der Kirchenverband in den Superintendenturbezirk Hohenstein (polnisch Olsztynek) im Kirchenkreis Osterode (Ostróda) innerhalb der Kirchenprovinz Ostpreußen der Kirche der Altpreußischen Union eingegliedert.
Aufgrund von Flucht und Vertreibung der einheimischen Bevölkerung erlosch nach 1945 die evangelische Kirchengemeinde in dem dann „Kiersztanowo“ genannten Dorf. Heute hier lebende evangelische Kirchenglieder gehören zur Kirche Olsztynek (Hohenstein i. Ostpr.), einer Filialkirche der Pfarrei Olsztyn (Allenstein) in der Diözese Masuren der Evangelisch-Augsburgischen Kirche in Polen.

#### Kirchspielorte
Zum Kirchspiel Groß Kirsteinsdorf gehörten bis 1945 lediglich Groß Kirsteindorf selbst und der Nachbarort Klein Kirsteinsdorf (polnisch Kiersztanówko).

#### Pfarrer
Bis 1741 versorgten die Geistlichen von Groß Pötzdorf die Gemeinde in Groß Kirsteinsdorf, später waren es dann die Pfarrer in Geierswalde.

#### Kirchenbücher
Von den Kirchenbüchern für das Kirchspiel Groß Kirsteinsdorf sind erhalten und werden im Evangelischen Zentralarchiv in Berlin-Kreuzberg aufbewahrt:
- Taufen: 1896 bis 1944
- Trauungen: 1896 bis 1944
- Begräbnisse: 1896 bis 1944.

### Römisch-katholisch
Bis 1945 waren die römisch-katholischen Einwohner in Groß und Klein Kirsteisndorf der Pfarrei der Stadt Gilgenburg (polnisch Dąbrówno) im damaligen Bistum Ermland zugeordnet.
Als nach 1945 zahlreiche polnische Neubürger fast ausnahmslos katholischer Konfession hierher kamen, bildete sich eine Gemeinde, deren Gotteshaus die bisher evangelische Kirche wurde. Sie widmete man den Aposteln Petrus und Paulus. Heute ist Kiersztanowo eine Filialkirche der Pfarrei Gierzwałd (Geierswalde) im Dekanat Grunwald des jetzigen Erzbistums Ermland.